# Георги IV Църноевич
Георги IV Църноевич (на сръбски: Ђурађ Црноjeвић) е владетел на Зета между 1490 и 1496 г. Той е най-големият син на Иван Църноевич и Войсава Арианити, дъщеря на Георги Арианит. След смъртта на баща си Георги IV Църноевич поема властта и за краткото си управление се опитва без успех да спре османския натиск. Търси съюз с Венецианската република и за да си осигури тяхната подкрепа се оженва за знатната венецианка Елизавета Ерицо. Въпреки това през 1496 г. османските войски го изтласкват от Зета и слагат на княжеския престол по-младия му брат Стефан II Църноевич.
Заедно със семейството си Георги Църноевич се укрива в Будва, искайки помощ от Венеция и Рим. През 1497 и 1498 г. той на два пъти е хвърлен във венецианска тъмница, обвинен че си сътрудничи с османците. На 22 октомври 1499 г. написва завещанието си, което представлява ценно литературно произведение за своето време.
През 1500 г. заминава за Цариград, където официално се заклева във вярност на султан Баязид II, който за награда му поверява един тимар в Анадола, където впоследствие Църноевич и умира през 1514 г.
Не успял да постигне успехи в сферата на политиката, Георги Църноевич остава известен със своята културна дейност. Той получава прекрасно за времето си образование с широки познания по астрономия, геометрия и др. науки. През 1493 г. основава в Цетине първата книгопечатница в земите на южните славяни, известна като печатницата на Църноевич, в която се печатят книги на кирилица. След неговото изгнание, книгопечатницата е закрита.

## Семейство
Първият брак на Георги Църноевич е с Елена Топия, дъщеря на Карл Музаки Топия. Вторият е с венецианката Елизавета Ерицо, сключен през юли 1490 г. Децата му носят имената: Соломон, Константин, Йован, Антония, както и още две дъщери, чиито имена не са ни известни.